# Chalcura peterseni
Chalcura peterseni är en stekelart som först beskrevs av Karl-Johan Hedqvist 1978.  Chalcura peterseni ingår i släktet Chalcura och familjen Eucharitidae. Inga underarter finns listade i Catalogue of Life.